# Metacatharsius auberti
Metacatharsius auberti là một loài bọ cánh cứng trong họ Bọ hung (Scarabaeidae).